# Góry Okuchichibu
Góry Okuchichibu (jap. 奥秩父山塊 Okuchichibu-sankai) – masyw górski w środkowej części japońskiej wyspy Honsiu, na granicy regionów Kantō i Chūbu. Znaczna część tych gór wchodzi w skład Parku Narodowego Chichibu-Tama-Kai.

## Najwyższe szczyty
- Kita Okusenjō (北奥千丈岳, Kita Okusenjō-dake) 2601 m
- Kinpu (金峰山, Kinpu-san) 2599 m
- Kokushi (国師岳, Kokushi-dake) 2591 m
- Asahi (朝日岳, Asahi-dake) 2579 m
- Sanpō (三宝山, Sanpō-zan) 2483 m
- Kōbushi (甲武信ヶ岳, Kōbushi-ga-take) 2475 m
- Tokusa (木賊山Tokusa-yama) 2468 m
- Ogawa (小川山, Ogawa-yama) 2418 m

## Galeria

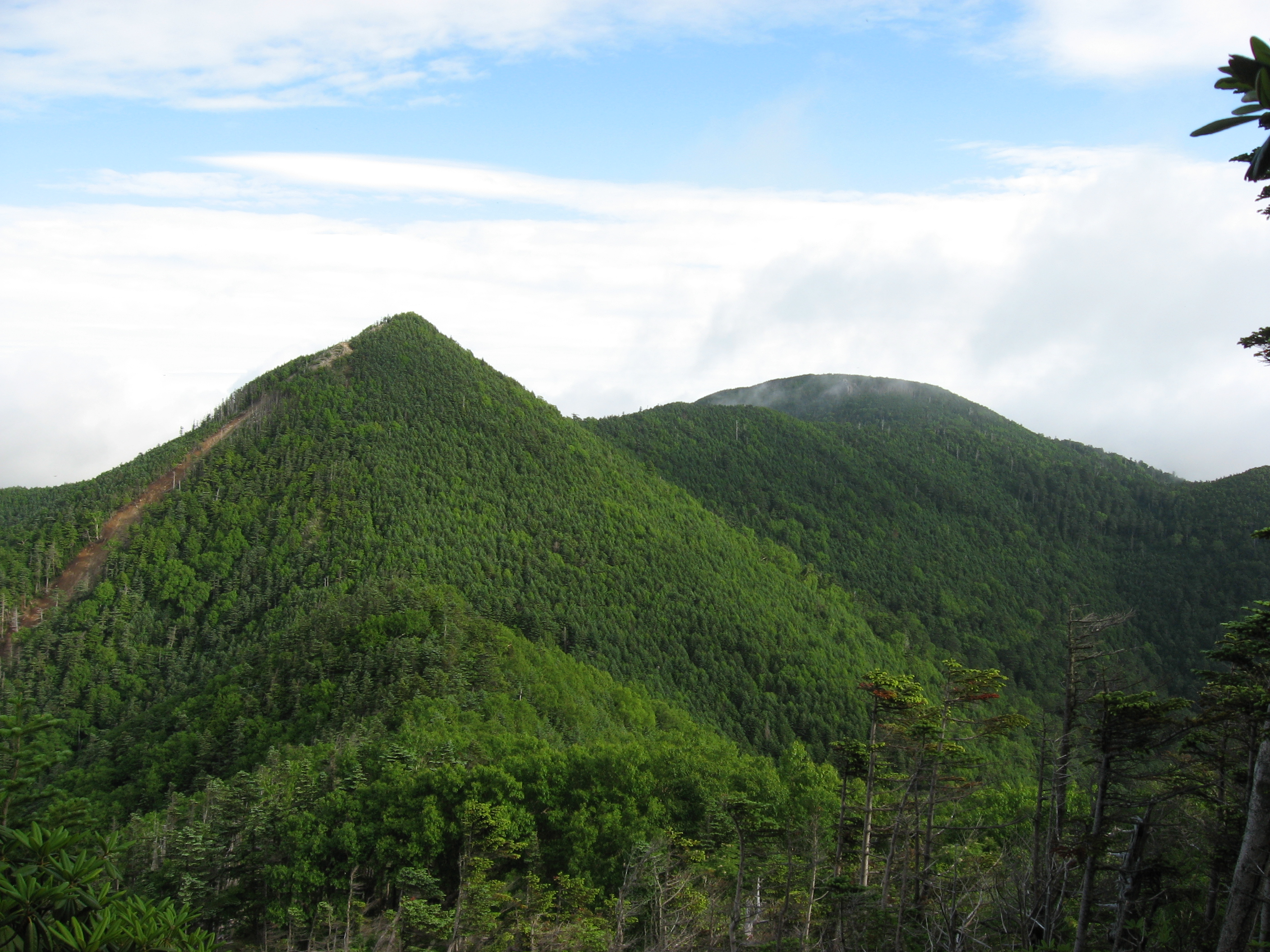
Szczyty Kobushi i Sanpo
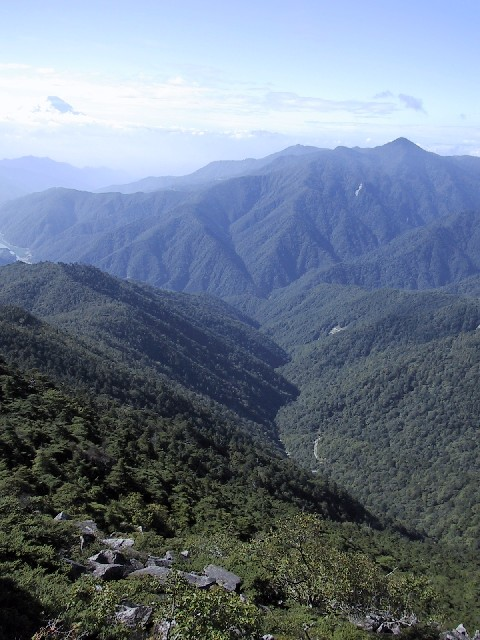
Góry Okuchichibu
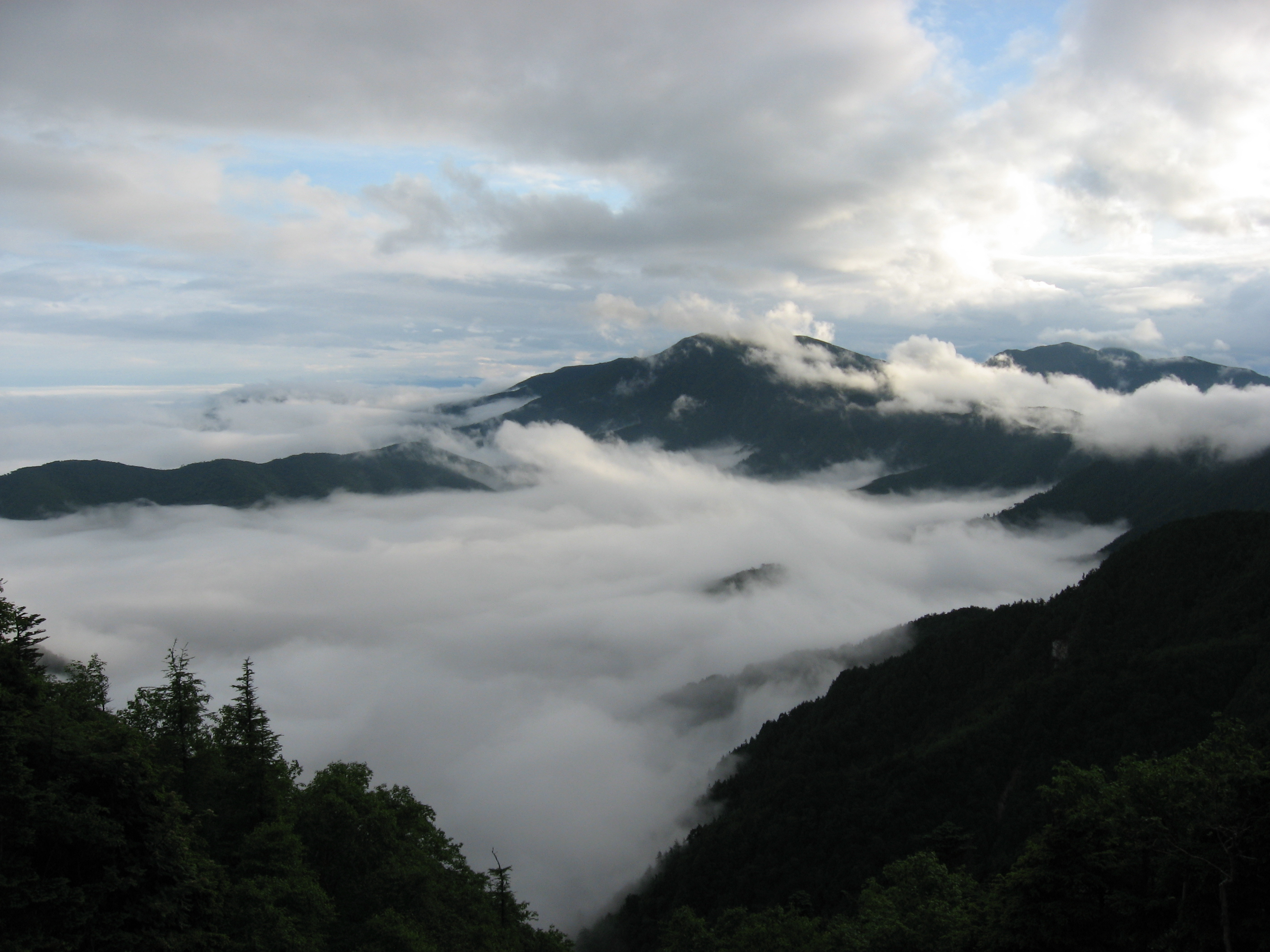
Góry Okuchichibu spowite chmurami
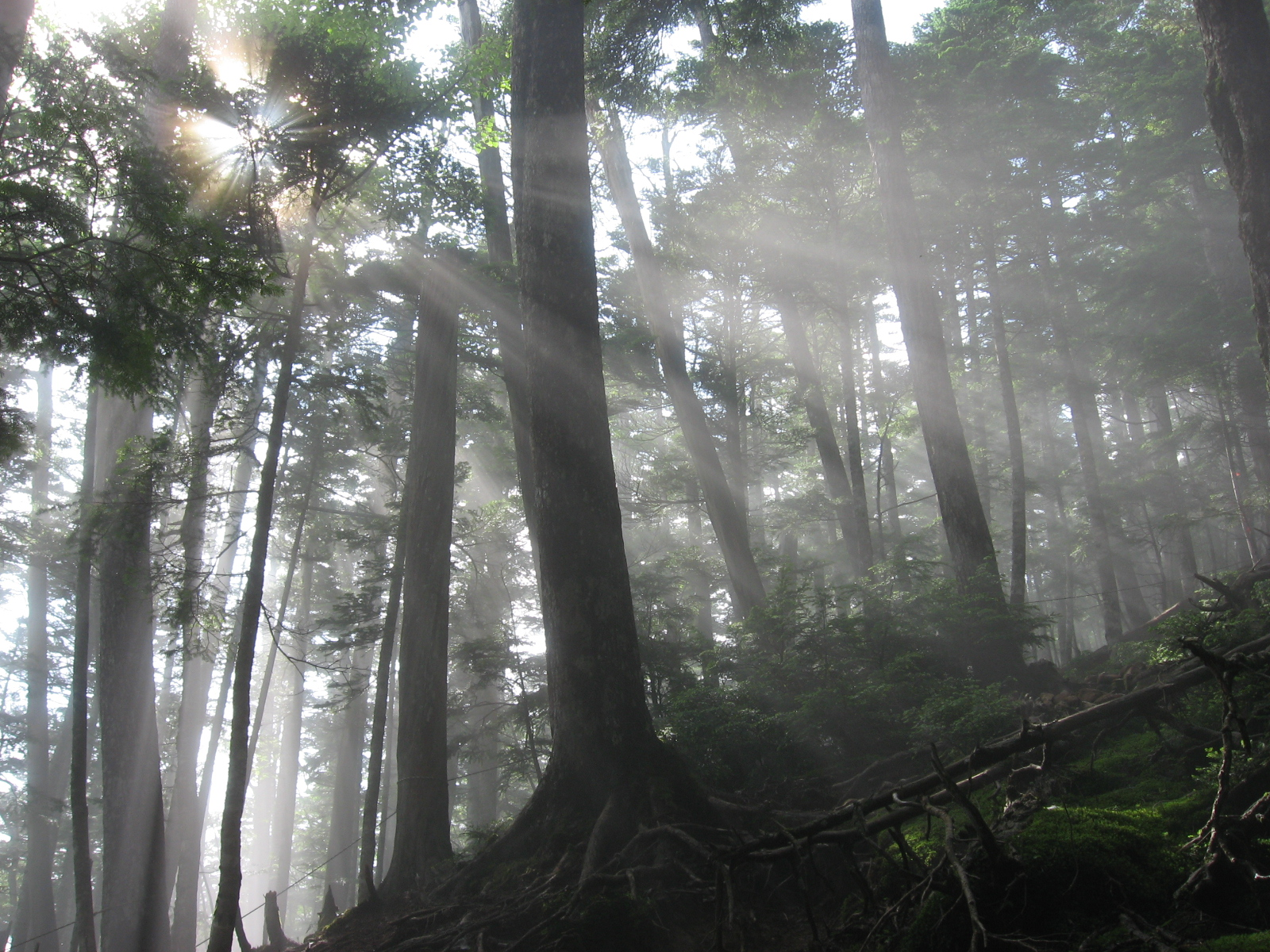
Okuchichibu, górski las